# T-74 (Traktor)
Der T-74 (russisch Т-74) ist ein sowjetischer Kettentraktor, der ab 1962 im Charkowski Traktorny Sawod (kurz ХТЗ bzw. ChTS) gefertigt wurde. In knapp 22 Jahren Bauzeit wurden etwa 880.000 Exemplare des Fahrzeugs produziert, das den sehr ähnlichen Vorgänger DT-54 ersetzte.

## Fahrzeuggeschichte

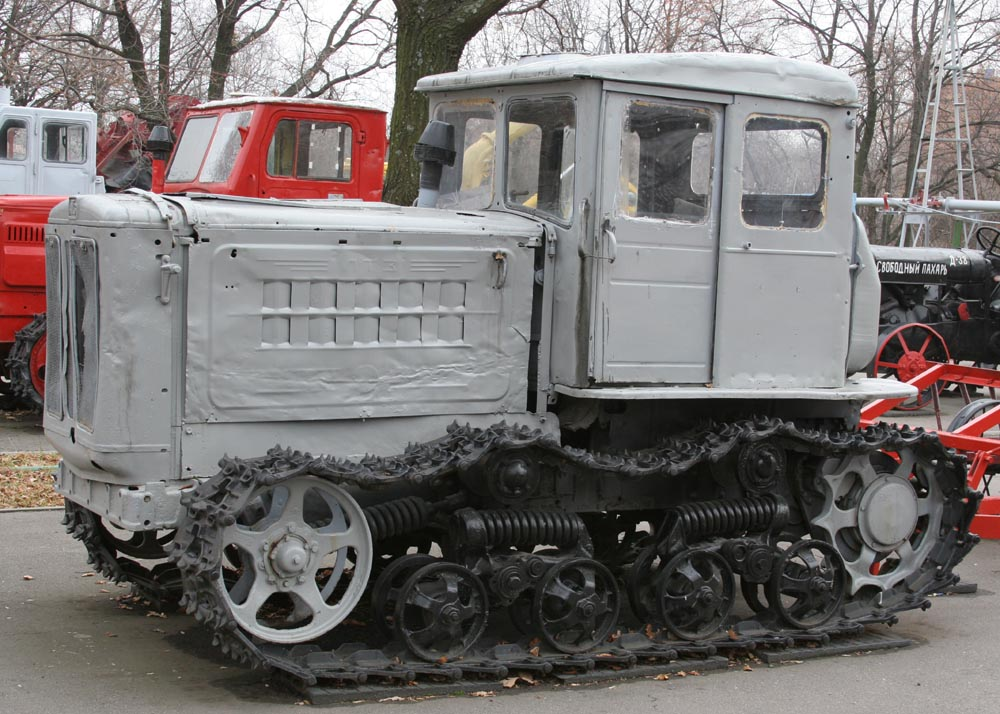
Seitenansicht des gleichen Fahrzeugs (2008)

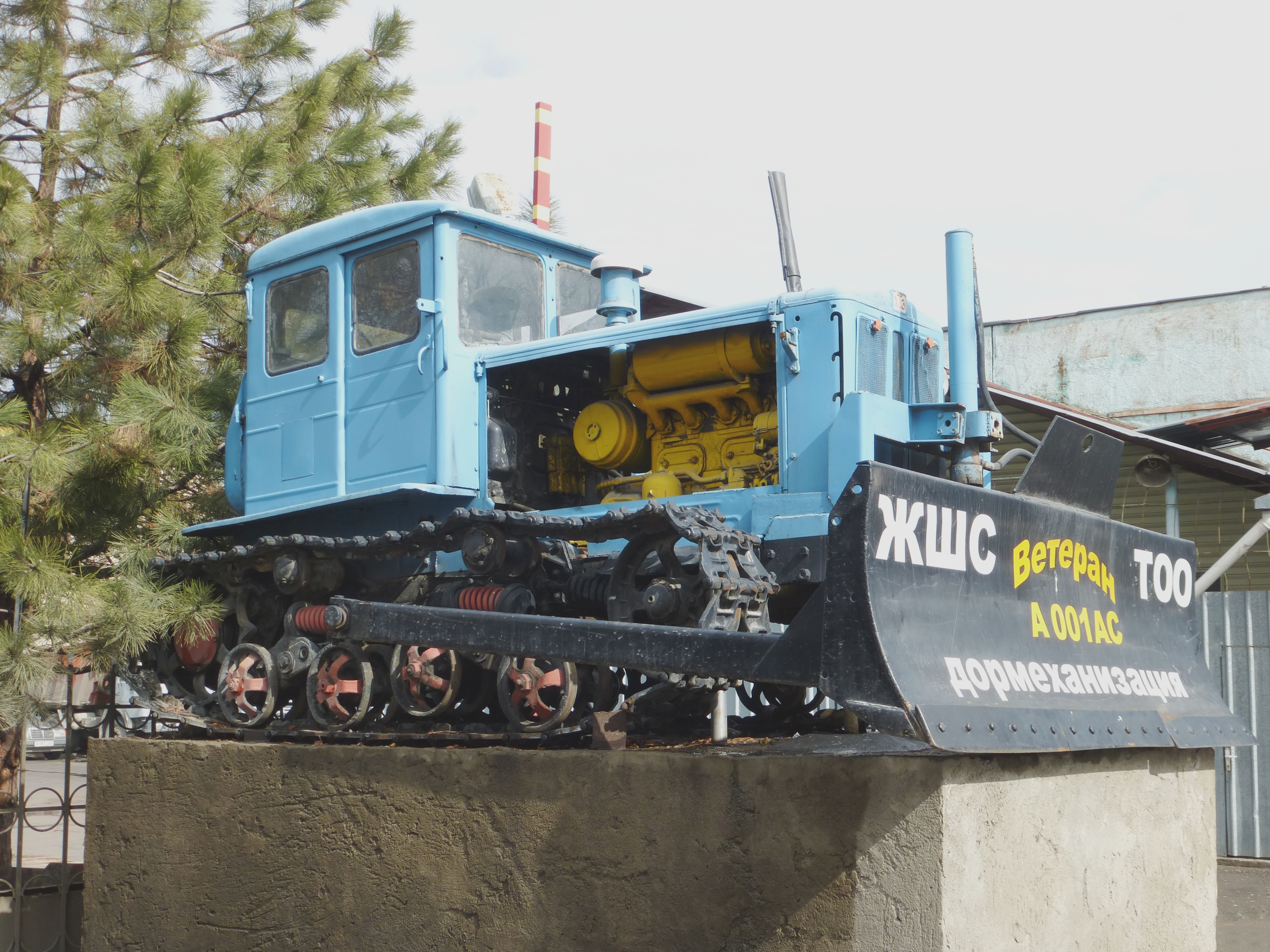
T-74 mit Hydraulikanlage als Denkmal an Almaty, Kasachstan (2013)

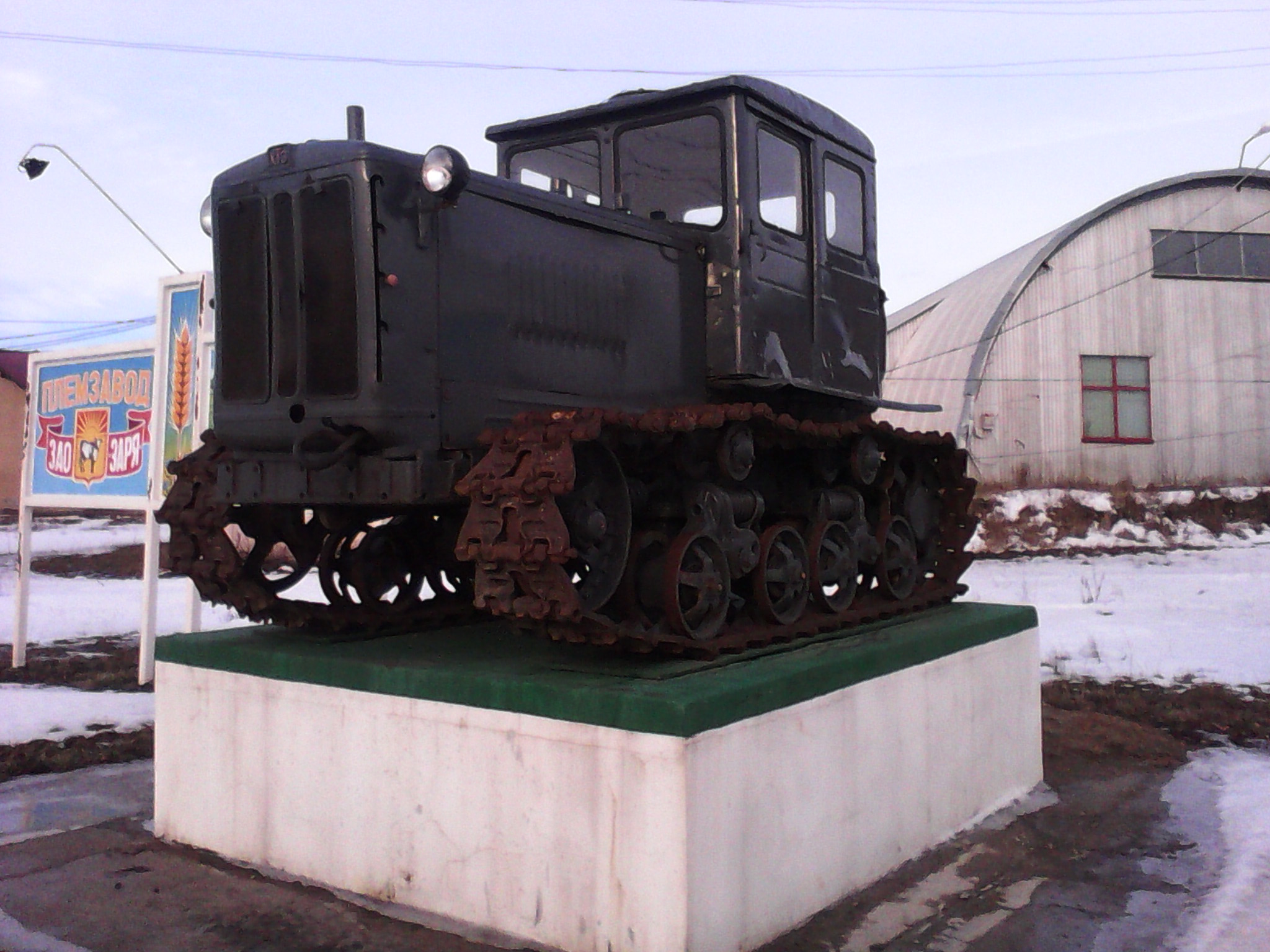
T-74 als Denkmal mit originaler Kühlermaske (2015)

Bereits im Jahr 1959 begann das Charkower Traktorenwerk mit der Fertigung eines neuen Kettenschleppers. Das Fahrzeug mit der Bezeichnung T-75 unterschied sich äußerlich kaum vom zuvor gefertigten DT-54. Allerdings wurde ein anderer Motor mit nun 75 PS (55 kW) Leistung verbaut. Bis 1962 liefen 45.800 T-75-Kettentraktoren in Charkow vom Band, danach wurde die Produktion eingestellt.
Im Anschluss begann im April 1962 die Fertigung des T-74. Auch dieser Traktor hat einen Dieselmotor mit 75 PS, allerdings wurde wahrscheinlich ein anderes Fabrikat verbaut. Der wassergekühlte Vierzylinder-Dieselmotor hat einen Hubraum von 6330 cm³ und wird mittels eines Einzylinder-Ottomotors angelassen. Um diesen zu starten, wurde ein elektrischer Anlasser verbaut. Als Getriebe diente ein handgeschaltetes Sechsganggetriebe mit Rückwärts- und Kriechgang, wobei möglicherweise auch Getriebe mit neun Vorwärtsgängen und drei Rückwärtsgängen zum Einsatz kamen.
Im November 1983 begann in Charkow die Serienfertigung des T-150, die Gleiskettenversion des bekannten Radschleppers T-150K. Entsprechend wurde 1984 die Produktion des T-74 eingestellt. Bis dahin verließen 880.700 Traktoren dieses Typs das Werk, nicht eingeschlossen sind darin die knapp 46.000 T-75 aus den Jahren 1959 bis 1962.
Im Laufe der Produktionsgeschichte wurden verschiedene Modellvarianten des Traktors gebaut, die sich hauptsächlich im Hydrauliksystem unterschieden. Die Nummerierung erfolgte nach dem Schema T-74-S1 bis -S4, zusätzlich gab es eine Version -S9. Dabei wurde der T-74-S3 ganz ohne Hydraulik ausgeliefert, die vier anderen Versionen unterschieden sich durch Anzahl und Verwendung der Arbeitszylinder.

## Technische Daten
Die nachfolgenden Daten beziehen sich auf das Modell T-74.

### Motor
- Motor: Vierzylinder-Viertakt-Dieselmotor
- Motortyp: SM-14A
- Kühlsystem: Wasserkühlung
- Leistung: 75 PS (55 kW) bei 1700 min−1
- Hubraum: 6,33 l
- Bohrung: 120 mm
- Hub: 140 mm
- spezifischer Kraftstoffverbrauch: 195 g/PSh
- Tankinhalt: 218 l
- zulässiger Ölverbrauch: maximal 3 % des Kraftstoffverbrauchs
- Zündfolge: 1-3-2-4
- Verdichtung: 17:1
- Drehsinn der Kurbelwelle, von vorne betrachtet: rechts
- Leerlaufdrehzahl: maximal 600 min−1
- maximale Drehzahl: 1830 min−1
- Anlasser: Einzylinder-Ottomotor vom Typ PD-10M-2 mit Elektrostarter
- Motorgewicht: 675 kg

### Getriebe
- Getriebetyp: handgeschaltetes Getriebe mit sechs Vorwärts- und einem Rückwärtsgang sowie Kriechgang (auch andere Typen verbaut)
- Höchstgeschwindigkeiten:
  - Kriechgang: 2,53 km/h
  - 1. Gang: 04,51 km/h
  - 2. Gang: 05,32 km/h
  - 3. Gang: 06,53 km/h
  - 4. Gang: 08,01 km/h
  - 5. Gang: 09,46 km/h
  - 6. Gang: 11,60 km/h
  - Rückwärtsgang: 5,65 km/h
- Zugkraft: maximal 29,4 kN
- ausgestattet mit Hydraulikanlage (einige Modelle)

### Abmessungen und Gewichte
- Länge: 3825–4225 mm
- Breite: 1845 mm
- Höhe: 2325 mm
- Bodenfreiheit: 280 mm
- Spurweite: 1435 mm
- Radstand zwischen den Kettenrädern: 1622 mm
- Gewicht: je nach Modifikation, 5400–5860 kg
- spezifischer Bodendruck: 0,42 kg/cm²